# Rue Daubenton
La rue Daubenton est une voie située dans le 5e arrondissement de Paris dans le quartier du Jardin-des-Plantes.

## Situation et accès
Voie à sens unique, elle commence à la rue Mouffetard au niveau de l'église Saint-Médard, coupe la rue Monge dans sa partie basse et se termine à la rue Geoffroy-Saint-Hilaire en face du jardin des plantes de Paris.
La rue Daubenton est accessible par la ligne de métro 7 à la station Censier – Daubenton.

## Origine du nom
Elle porte le nom du naturaliste Louis Jean-Marie Daubenton (1716-1799), ami et collègue de Buffon.

## Historique
Créée au XIIIe siècle, elle s'appelle alors « rue des Bouliers » ou « rue du Bouloir », avant de prendre le nom de « rue d'Orléans Saint-Marcel », en raison du domaine qu'elle longe. Elle est citée sous le nom de « rue d'Orléans » dans un manuscrit de 1636. 
En 1864, elle est rebaptisée « rue Daubenton ».

## Bâtiments remarquables et lieux de mémoire
- À l'emplacement de l'hexagone situé entre la rue Lacépède, la rue Geoffroy-Saint-Hilaire, la rue Daubenton, la rue Larrey, la place du Puits-de-l'Ermite et la rue de Quatrefages se trouvait l'hôpital de la Pitié, détruit en 1912.
- Le Jardin des plantes.
- La Grande Mosquée.
- No 2 : emplacement initial de l'église Saint-Médard. La découverte en 1978, dans cette rue, de sarcophages mérovingiens permit de reculer de façon très importante dans le temps l'origine de Saint-Médard et de porter à douze le nombre connu de fondations religieuses existant à Paris sur la rive gauche de la Seine à l'époque mérovingienne[2].
- No 7 : immeuble construit en 1928 par les architectes Jean Boucher et Georges Leclerc[3], signé en façade. Le mathématicien roumain Petre Sergescu (1893-1954) y a demeuré.
- Nos 27-29 : emplacement de l’ancienne rue de l’Orangerie, des Oranges ou des Orangers[4]. Elle doit sa dénomination à la présence des orangers du jardin du Luxembourg déposés dans une propriété de la rue. La voie se terminait aux nos 28-30 rue Censier. Elle disparut à la suite du percement de la rue Monge[5].
- No 34 : cinéma La Clef, à l'angle de la rue de la Clef.
- No 39 : anciennes portes cochères de passages menant à des cimetières, celle de droite au grand cimetière (square Saint-Médard), celle de gauche au petit cimetière jadis situé à l’est de l’église[6].
- No 41 : portail de style néo-classique avec colonnes doriques et arc en plein cintre conduisant à l’église Saint-Médard [7].

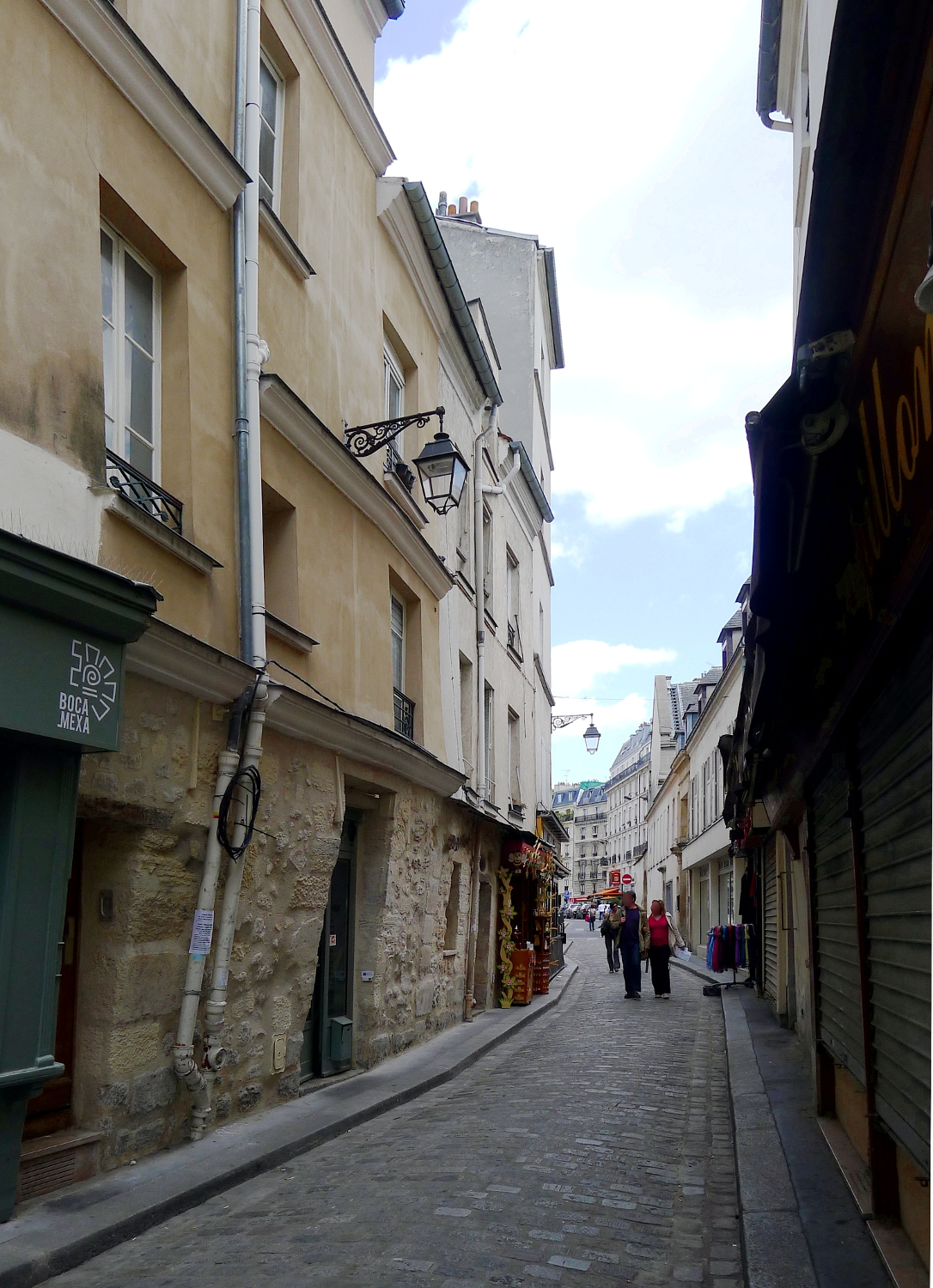
Rue Daubenton vue de la rue Mouffetard.
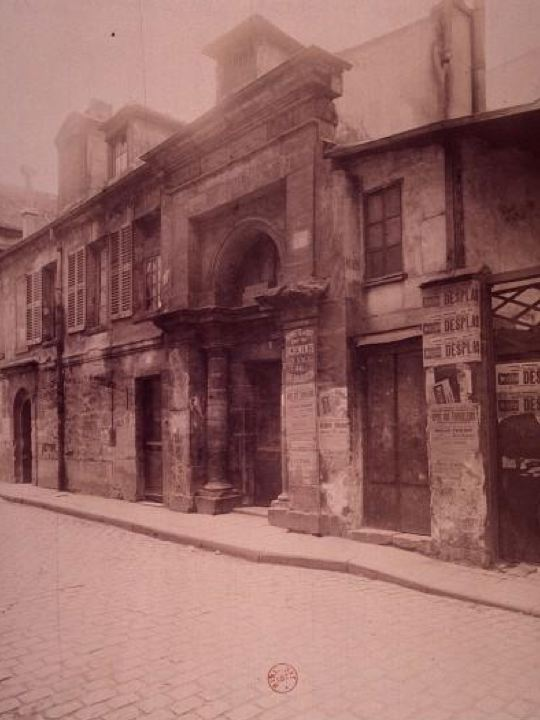
No 41 : entrée du cimetière Saint-Médard de l'église Saint-Médard en 1900 (Eugène Atget).
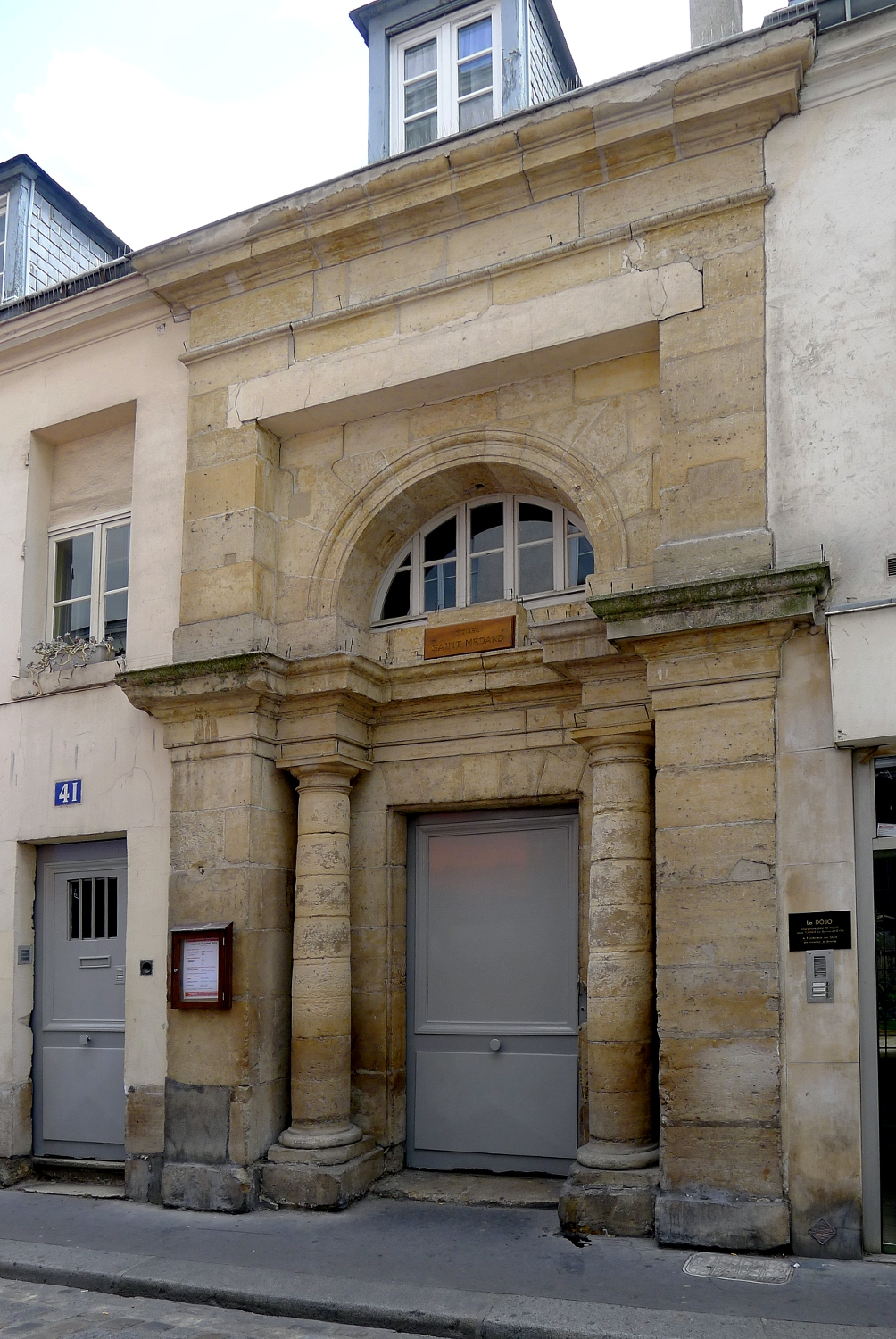
No 41 : la même entrée en 2011.
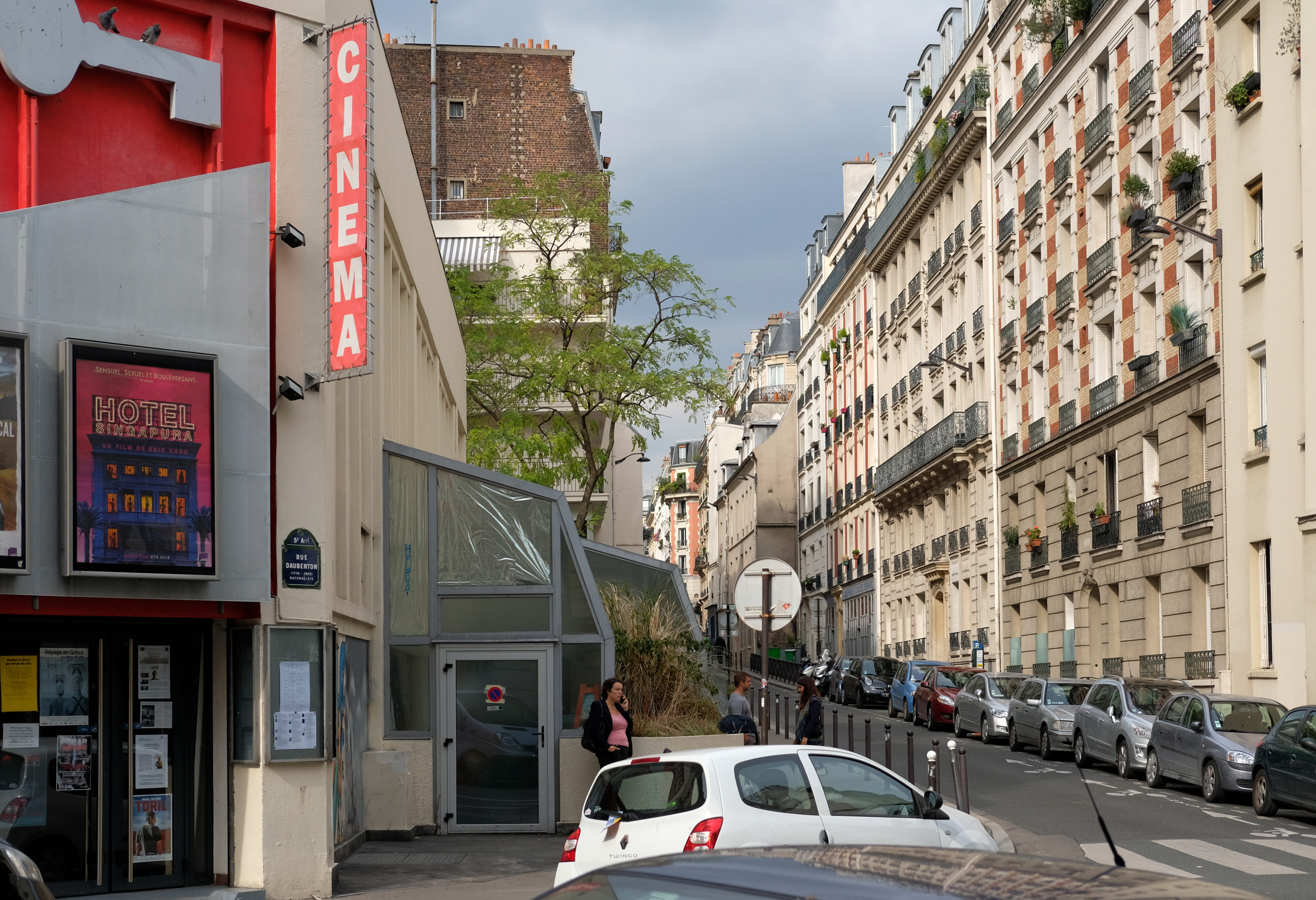
Cinéma La Clef.
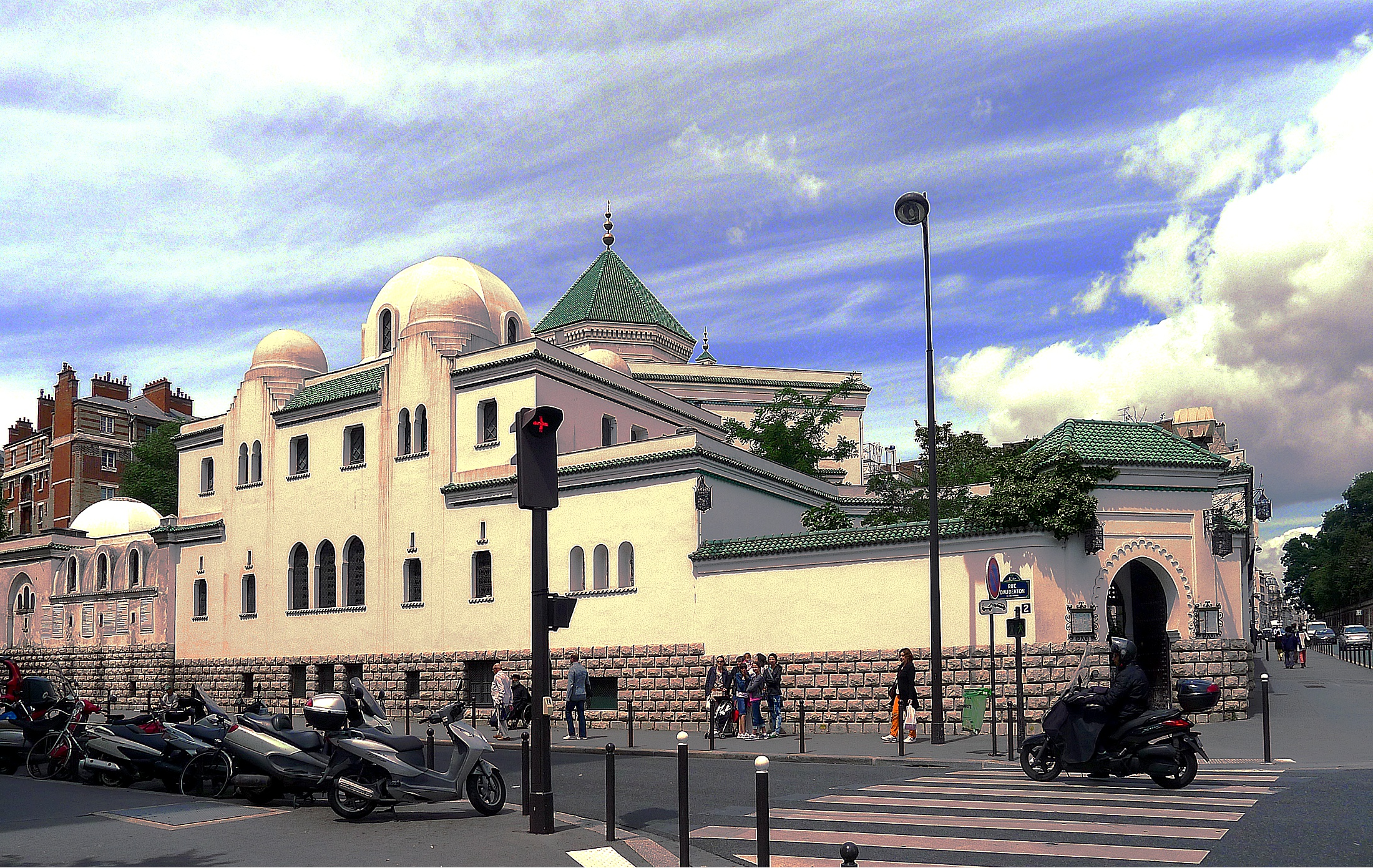
La Grande Mosquée